# Ledeblok
En ledeblok er en form for vandreblok, der består af en let genkendelig bjergart, som oprindeligt stammer fra et forholdsvis lille område, eller en lokalitet. Som andre vandreblokke er ledeblokke transporteret af isen under istiden, og pga deres forholdsvis små oprindelsesområder kan de bruges som retningsindikatorer for isstrømmen.
Isen efterlod ledeblokkene indlejret i moræner eller smeltevandsaflejringer, hvor man i dag kan finde dem, fx på marker, i kystklinter eller grusgrave. På stranden neden for eller i nærheden af en kystklint med moræne er ledeblokke vasket ud af klinten, og her er det ofte muligt at se mange af dem, som fx rhombeporfyr og kinnediabas. I Danmark hidrører ledeblokke fra Sverige, Norge eller den Botniske Bugt. Således stammer rhombeporfyr fra Norge, hvor det er fast fjeld.

## Ledeblokmetoden
I begyndelsen af det 20. århundrede introducerede Vilhelm Milthers "ledeblokmetoden" i Danmark. Denne bestod i at for nærmere afgrænsede og adskilte områder, i alt 578 optællingssteder, indsamle et antal sten, hvis oprindelsessteder var kendte og kunne registreres talmæssigt og procentuelt. Han mente, at det derved skulle være muligt at fastslå hvorfra, isstrømme under Weichselistiden havde dækket Danmark. Vilhelm Milthers’ foretrukne ledeblokke var seks porfyrtyper, som kunne inddeles i tre grupper ud fra deres oprindelsessteder: to norske typer kom fra det inderste af Oslofjorden: rhombeporfyr og rhombeporfyrkonglomerat, to svenske typer kom fra Dalarne: bredvadporfyr og grønklitporfyr, og to baltiske typer stammede fra Østersøhavbunden syd for Ålandsøerne: rød og brun østersøkvartsporfyr. Disse såkaldte “ædle ledeblokarter” udgør i gennemsnit 1% af alle fundne sten i Danmark. De blev supplerede med fire typer af “halvædle bloktyper”: granitblokke fra Ålandsøerne, porfyr fra Småland, diabas fra Västergötland og skånsk basalt. Milthers lod hyppigheden baltiske over for norske blokke afbilde på et kort med 10%-inddelinger (10%-90%, 20%-80% og så videre). Der fremkom derved et billede, som viste, at de baltiske ledeblokke var hyppigst på Sydsjælland, Møn, Lolland og Falster samt på øerne i det Sydfynske øhav og på Als, mens norske blokke dominerede i Nord-, Midt- og Vestjylland.
Metoden blev senere kritiseret for at være forbundet med for stor usikkerhed. Det er således ikke muligt med sikkerhed at sige, om et område kun har været berørt af en enkelt isstrøm eller af flere, og i hvilken udstrækning der er sket en sammenblanding af flere forskellige strømme. Dertil kommer, at da kun 1% af de i Danmark fundne sten kan anvendes, vil det stille krav om et meget stort antal prøver for, at beregning af den relative fordeling kan anses for rimeligt sikker. Yderligere er der problemet om fremgangsmåden ved indsamling af stenprøverne: samles de fra jordoverfladen eller fra dybereliggende lag (fx blottede skrænter) og hvorledes sikres, at områder med uens forhold ikke indgår i samme område ved indsamlingen?
Moræners indhold af ledeblokke har i de senere år bidraget til en nærmere forståelse af de såkaldte isstrømme. Disse er hurtigtflydende dele af et isskjold som bryder ud gennem den overordnede isrand, som det fx var tilfældet med det såkaldte Bælthavsfremstød hen over Sjælland i sidste del af Weichsel-istiden.

## Oslo-feltet
Disse ledeblokke har hjemsted sydvest for Oslo i Norge, i det såkaldte Oslo-felt, et område skabt ved kraftig vulkanisme i Perm-perioden.
- Rombeporfyr med lys grundmasse
- Rombeporfyr med mørk grundmasse

## Dalarne
Disse ledeblokke stammer fra det kompleks af magmabjergarter, som blev dannet for ca. 1,6 mia år siden i området lige nordvest for Siljan-søen i Dalarne. 
- Bredvadporfyr
- Grönklittporfyrit

## Østersøen
Disse ledeblokke stammer fra den centrale del af Østersøen, fra området omkring og syd for Ålandsøerne. Den røde og brune østersøkvartsporfyr kan ikke ses faststående nogetsteds på land, men findes kun på Østersøens bund, i området mellem Stockholm og Dagø (Hiiumaa på estisk).
- Ålands-rapakivi, også kaldet ålandsgranitporfyr
- Ringkvartsporfyr[5] eller ålandskvartsporfyr[6]
- Brun østersøkvartsporfyr

## Sandsten
Disse ledeblokke stammer hovedsagelig fra de kambriske sandaflejringer på bunden af Kalmarsund.
- Scolithus-sandsten, nederst med lagflade med cirkelformede ormerør, øverst snit på langs gennem ormerørene